# Nicolas Meister (Fußballspieler)
Nicolas Meister (* 28. September 1999 in Wien) ist ein österreichischer Fußballspieler.

## Karriere

### Verein
Meister begann seine Karriere in seiner Heimatstadt beim SC Wiener Viktoria. 2005 kam er in die Jugend von L.A. Riverside, wo er bis zu seinem Wechsel zum SK Rapid Wien 2007 spielte. 2012 kam er in die Jugend des SC Team Wiener Linien. 2013 verließ er Wien und ging in die AKA St. Pölten, wo er bis 2015 spielte. 2015 ging er in die Akademie des FC Red Bull Salzburg. Im September 2016 stand er erstmals im Kader des Farmteams der Salzburger, dem FC Liefering.
Im November 2016 debütierte er schließlich in der zweiten Liga, als er am 16. Spieltag der Saison 2016/17 gegen den SC Austria Lustenau in Minute 56 für Diadié Samassékou eingewechselt wurde. Mit der U-19-Mannschaft des FC Red Bull Salzburg gewann er 2016/17 die UEFA Youth League.
Zur Saison 2017/18 rückt er fest in den Kader von Liefering auf.
Nach der Saison 2017/18 verließ er Liefering und wechselte zum LASK, um allerdings als Kooperationsspieler für den Zweitligisten FC Juniors OÖ zum Einsatz zu kommen. Im November 2018 stand er erstmals im Kader des LASK.
Im Jänner 2020 wurde er für eineinhalb Jahre an den Bundesligisten SKN St. Pölten verliehen. Beim SKN konnte er sich nie wirklich durchsetzen, bis zum Ende der Leihe absolvierte er 22 Spiele in der Bundesliga. Mit den Niederösterreichern stieg er am Ende der Saison 2020/21 in die 2. Liga ab. Zur Saison 2021/22 wurde Meister an den Zweitligisten SV Lafnitz weiterverliehen. Während der Leihe kam er zu 21 Einsätzen, in denen er drei Tore erzielte.
Zur Saison 2022/23 kehrte er nicht nach Pasching zurück, sondern wechselte zum Regionalligisten FC Marchfeld Donauauen.

### Nationalmannschaft
Meister spielte im April 2014 erstmals für eine österreichische Jugendnationalauswahl. Im August 2015 debütierte er gegen Russland für die U-17-Auswahl. Mit dieser nahm er 2016 auch an der Europameisterschaft teil, bei der man im Viertelfinale an Portugal scheiterte. Meister kam während des Turniers in allen vier Spielen der Österreicher zum Einsatz.
Im September 2016 spielte er gegen Belgien erstmals für die U-18-Auswahl. Im August 2017 kam er gegen Norwegen zu seinem ersten Einsatz für die U-19-Mannschaft. Im März 2019 spielte er gegen Norwegen erstmals für die U-20-Auswahl.
Im September 2019 debütierte er gegen Andorra für die U-21-Mannschaft. In jenem Spiel, das Österreich mit 3:1 gewann, erzielte er auch seine ersten beiden Tore für die U-21.

## Erfolge
- UEFA Youth League: 2017